# Gluiras
Gluiras [ɡlɥiʁas] est une commune française située dans le département de l'Ardèche, en région Auvergne-Rhône-Alpes.
Ses habitants sont appelés les Gluirassous.

## Géographie

### Situation et description
Située à 800 m d'altitude, dans les montagnes de l'Ardèche, permettant de découvrir un point de vue exceptionnellement large sur la vallée du Rhône, les Alpes, le Ventoux et le mont Blanc.
Elle est lovée entre le plateau ardéchois et la vallée de l'Eyrieux, mais appartient à la région historique des Boutières. Son paysage est modelé à la fois par une forte implantation touristique (nombreuses maisons secondaires) et par une importante activité agricole conservée (installation de jeunes agriculteurs) et de qualité.
Huit communes sont limitrophes :

### Géologie, relief et topographie
La commune est assise sur un socle granitique mais comporte aussi un site volcanique paré de belles orgues basaltiques.

### Hydrographie
Deux rivières bordent la commune : la Glueyre, une rivière très poissonneuse de première catégorie, ainsi que l'un de ses affluents, la Veyruègne, et l'Eyrieux, un affluent du rhône, sa vallée constituant un haut lieu du tourisme ardéchois.

### Climat
Pour des articles plus généraux, voir Climat d'Auvergne-Rhône-Alpes et Climat de l'Ardèche.
En 2010, le climat de la commune est de type climat des marges montargnardes, selon une étude du CNRS s'appuyant sur une série de données couvrant la période 1971-2000. En 2020, Météo-France publie une typologie des climats de la France métropolitaine dans laquelle la commune est exposée à un climat de montagne ou de marges de montagne et est dans une zone de transition entre les régions climatiques « Moyenne vallée du Rhône » et « Sud-est du Massif Central ».
Pour la période 1971-2000, la température annuelle moyenne est de 9,6 °C, avec une amplitude thermique annuelle de 16,7 °C. Le cumul annuel moyen de précipitations est de 856 mm, avec 8,3 jours de précipitations en janvier et 5,6 jours en juillet. Pour la période 1991-2020, la température moyenne annuelle observée sur la station météorologique installée sur la commune est de 11,2 °C et le cumul annuel moyen de précipitations est de 1 201,5 mm,. Pour l'avenir, les paramètres climatiques de la commune estimés pour 2050 selon différents scénarios d'émission de gaz à effet de serre sont consultables sur un site dédié publié par Météo-France en novembre 2022.
| Mois                                  | jan.          | fév.           | mars           | avril         | mai           | juin          | jui.         | août          | sep.          | oct.          | nov.          | déc.           | année      |
| ------------------------------------- | ------------- | -------------- | -------------- | ------------- | ------------- | ------------- | ------------ | ------------- | ------------- | ------------- | ------------- | -------------- | ---------- |
| Température minimale moyenne (°C)     | 0,5           | 0,4            | 3              | 6,3           | 9,2           | 13            | 15,5         | 15            | 12,1          | 8,8           | 4,5           | 1,4            | 7,5        |
| Température moyenne (°C)              | 3,1           | 3,3            | 6,7            | 10,3          | 13,4          | 17,8          | 20,5         | 19,6          | 16,3          | 11,9          | 7,1           | 4              | 11,2       |
| Température maximale moyenne (°C)     | 5,7           | 6,3            | 10,3           | 14,2          | 17,7          | 22,6          | 25,4         | 24,3          | 20,4          | 15,1          | 9,7           | 6,7            | 14,9       |
| Record de froid (°C) date du record   | −9,7 30.01.05 | −13,7 04.02.12 | −11,3 01.03.05 | −4 07.04.08   | 0,3 05.05.19  | 4,5 12.06.19  | 7,6 10.07.07 | 6,8 27.08.11  | 4,2 27.09.10  | −2,9 28.10.12 | −6 27.11.10   | −10,1 20.12.09 | −13,7 2012 |
| Record de chaleur (°C) date du record | 19,7 01.01.22 | 19,2 24.02.20  | 20,4 19.03.05  | 24,1 24.04.07 | 29,1 22.05.22 | 36,5 27.06.19 | 35 17.07.05  | 36,5 23.08.23 | 29,8 16.09.19 | 26,1 09.10.23 | 20,4 06.11.15 | 19 31.12.21    | 36,5 2023  |
| Précipitations (mm)                   | 78,6          | 67,2           | 71,8           | 98,3          | 117,4         | 63,1          | 68,8         | 69            | 113,8         | 187,6         | 174,3         | 91,6           | 1 201,5    |

## Urbanisme

### Typologie
Au 1er janvier 2024, Gluiras est catégorisée commune rurale à habitat très dispersé, selon la nouvelle grille communale de densité à 7 niveaux définie par l'Insee en 2022.
Elle est située hors unité urbaine et hors attraction des villes,.

### Occupation des sols
L'occupation des sols de la commune, telle qu'elle ressort de la base de données européenne d’occupation biophysique des sols Corine Land Cover (CLC), est marquée par l'importance des forêts et milieux semi-naturels (71,2 % en 2018), une proportion sensiblement équivalente à celle de 1990 (71,5 %). La répartition détaillée en 2018 est la suivante : 
forêts (60,5 %), zones agricoles hétérogènes (17,3 %), prairies (11,5 %), milieux à végétation arbustive et/ou herbacée (10,7 %).
L'évolution de l’occupation des sols de la commune et de ses infrastructures peut être observée sur les différentes représentations cartographiques du territoire : la carte de Cassini (XVIIIe siècle), la carte d'état-major (1820-1866) et les cartes ou photos aériennes de l'IGN pour la période actuelle (1950 à aujourd'hui).

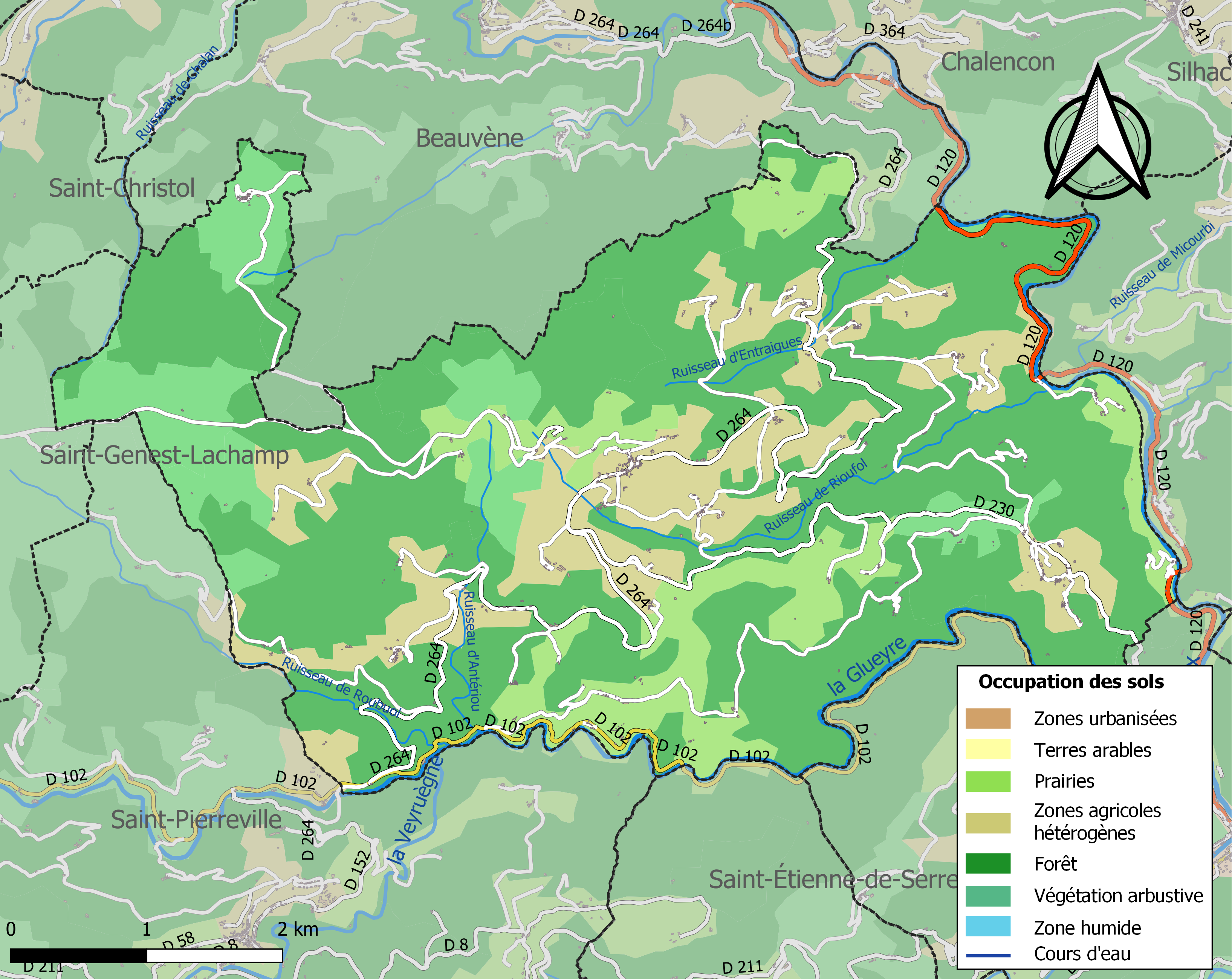
Carte des infrastructures et de l'occupation des sols de la commune en 2018 (CLC).

### Risques naturels

#### Risques sismiques
L'ensemble du territoire de la commune de Gluiras est situé en zone de sismicité no 2 (sur une échelle de 5), comme la plupart des communes situées sur le plateau et la montagne ardéchoise.
| Type de zone | Niveau           | Définitions (bâtiment à risque normal) |
| ------------ | ---------------- | -------------------------------------- |
| Zone 2       | Sismicité faible | accélération = 1,1 m/s2                |

### Lieux-dits, hameaux et écarts
| - Anilhon, dépend depuis 1924 de la commune de Beauvène, - Antériou - Antrolles - l'Arbre, dépend depuis 1924 de la commune de Beauvène, - Aunaves - Avertoux, dépend depuis 1924 de la commune de Beauvène, - Haut Avertoux, dépend depuis 1924 de la commune de Beauvène, - Barde, dépend depuis 1924 de la commune de Beauvène, - le Bas Vernet - la Baraque - Bataillouse, dépend depuis 1924 de la commune de Beauvène, - le Bateau, dépend depuis 1924 de la commune de Beauvène, - Baujé - Beauvène, chef-lieu de commune de la partie détachée de celle de Gluiras en 1924 - Bellevue - la Besse, dépend depuis 1924 de la commune de Beauvène, - le Besset - Blache - les Blaches - le Bois - le Bois de Geys - la Boissière - la Borne, dépend depuis 1924 de la commune de Beauvène, - la Bosse - Bouchardin, dépend depuis 1924 de la commune de Beauvène, - la Boutinerie - Bouvier - les Bridoux, dépend depuis 1924 de la commune de Beauvène, - les Brus, dépend depuis 1924 de la commune de Beauvène, - Brusque, dépend depuis 1924 de la commune de Beauvène, - le Cellier des Ribes - Chalan - Chaillac - Chamblas - le Chambon, camping - Champlovier - Chapon, dépend depuis 1924 de la commune de Beauvène, - les Charriers - Châteaubourg - la Chave - Chazel - Chervil, ancien fief dépendant anciennement du Mandement de Gluiras - Cheynac, dépend depuis 1924 de la commune de Beauvène, - la Chèze, dépend depuis 1924 de la commune de Beauvène, - le Coing - Cols - le Coulet, ancien fief (mentionné sur la carte de Cassini comme fief en ruines) - la Cheminas - le Cimat, dépend depuis 1924 de la commune de Beauvène, - les Clos - le Colombier, dépend depuis 1924 de la commune de Beauvène, - les Combes de Mours - les Combes de Plos - les Basses-Combes - la Coste - la Croix | - le Don, depuis 1924 fait partie de la commune de Beauvène - les Duges - Echarleyre - les Écluses - Extrémianoux, ancienne seigneurie avec maison forte - l'Eygua - la Fargatte - le Flacheyre - Fougeyres - Fougeyrolles - Galovesse, dépend depuis 1924 de la commune de Beauvène, - Geys, ancienne seigneurie avec maison forte située au Coulet - Giffon - Gournier - le Grand Chemin - la Grange de Payot - la Grange de Robert - la Grangette - le Grés, dépend depuis 1924 de la commune de Beauvène, - la Guériche - le Haut Vernet - Haute-Vialle depuis 1924 fait partie de la commune de Beauvène - l'Hermet (La Chapelle), maison bourgeoise bâtie par Pierre-Antoine Salomon - les Hutes, dépend depuis 1924 de la commune de Beauvène, - Ladreyt, dépend depuis 1924 de la commune de Beauvène, - Lanteyrac, dépend depuis 1924 de la commune de Beauvène, - Lermet - Magny - la Maisonnette - le Mareton - la Marette, ancienne seigneurie avec maison forte - Margier, depuis 1924 dépend de la commune de Beauvène - Marjanoux - le Mas, dépend depuis 1924 de la commune de Beauvène, - la Maza - le Mazel - May - Mours - Moulancher - le Moulin de Tisonèche - les Nicoulaux, dépend depuis 1924 de la commune de Beauvène, - la Palisse, dépend depuis 1924 de la commune de Beauvène - Palix - Peloutier - la Plaine du Coulet - Plos - les Plos, dépend depuis 1924 de la commune de Beauvène, - le Pral - Pratnouvet, dépend depuis 1924 de la commune de Beauvène, - la Rabaste - les Rancs, dépend depuis 1924 de la commune de Beauvène, - les Rancs de Fougeyrolles - Rémy, dépend depuis 1924 de la commune de Beauvène, - la Rialle - les Ribes - la Ribeyre des Durands - Rioufol, berceau de la famille Rioufol - Roubuols - Roumégoux - la Routisse, dépend depuis 1924 de la commune de Beauvène, - la Rucharleyre - Saint Jean - Saint-Martin, ruines de l'église Saint-Martin de Cols - Sartre, dépend depuis 1924 de la commune de Beauvène, - Serrebaud, dépend depuis 1924 de la commune de Beauvène, - la Théoule, ancienne tuilière - Tisonèche - Tournais, ancienne seigneurie, depuis 1924 dépend de la commune de Beauvène, fief tenu par la famille Burine de Tournais - le Trible - Veyrassac, dépend depuis 1924 de la commune de Beauvène, - la Viale - le Vivier |

## Histoire

### Moyen Âge
En 1034, le cartulaire de Saint-Chaffre mentionne qu'un certain Étienne appartenant au bourg a donné à cette abbaye un domaine en échange d'un mulet et de 125 sols valentinois. Ce marché est approuvé par l'évêque de Viviers et son neveu Guigues de Montagut.
En 1083, le cartulaire de Saint-Bernard fait référence à la communauté de « Gloyraz », mais le suffixe « az » indique un peuplement beaucoup plus ancien.
En 1259, le seigneurie de Gluiras est cédée à Aymar de Poitiers et entre dans la mouvance des comtes de Valentinois et appartiendra à Diane de Poitiers (1499-1566), maîtresse du roi Henri II de France.
En 1404, les Estimes dénombrent 107 « feux ».
La première église réformée de Gluiras daterait de 1562. Cette même année des assemblées se tiennent à Rochemaure.

### Temps Modernes
En 1592, une compagnie de Jacques de Chambaud, gouverneur huguenot du Vivarais, est logée et complète son effectif à Gluiras.
En 1683, le temple de Gluiras est détruit.
En 1686, M. de Folleville, qui commande une troupe d'infanterie régulière, de dragons et de milices, commence son expédition punitive. Il massacre une quarantaine de personnes au fort Saint-Jean.
En 1689, Gluiras compte 516 habitants.
En 1694 est fait mention de la seigneurie de Marette appartenant à un notaire anobli, Durand Courtial dont la fille a été enlevée. Huit lourdes condamnations seront prononcées.
Le 16 septembre 1701, Marie, dite la Boiteuse, née à Gluiras, est arrêtée dans une assemblée aux environs de Pranles.
En 1704, une véritable insurrection camisarde a lieu à Gluiras. Une centaine de jeunes gens attaquent le presbytère dans la nuit du 18 au 19 février, tuent le curé et son vicaire et incendient l'église. La troupe poursuit les insurgés qui incendient d'autres églises. Le 24 février les insurgés sont rattrapés au hameau de Franchassis (Pranles). La répression est féroce, 240 soldats suisses sont cantonnés sur le territoire communal aux frais des communautés. Les protestants doivent financer la reconstruction de l'église et répondront sur leur vie de toute violence contre un prêtre.
Le 20 juin 1706, une quinzaine de personnes est arrêtée lors d'une assemblée se tenant dans le moulin de Chamanche.
À partir de 1715, s'organise les assemblées clandestines du « désert » autour d'Antoine Court. De nombreuses assemblées clandestines protestantes se tiennent dont celles de 1724 — une trentaine de personnes de Gluiras et de Saint-Christol sont arrêtées —, de 1739 et de 1744.

### Époque contemporaine
En 1789, Gluiras est la sixième communauté du Vivarais (1 680 habitants en 1790), devant Privas. La commune envoie trois délégués pour porter les « doléances » de la population à la Sénéchaussée de Villeneuve-de-Berg en vue des États Généraux.
Le 19 germinal an II (8 avril 1794, la cure est attribuée à la municipalité et au comité de surveillance « pour y tenir séance au lieu d'un méchant cabaret ».  L’Église devient Temple de la Raison où s'assemble la société populaire.
Avec la culture du châtaignier et des vers à soie, la commune s'enrichit et en 1833, elle compte 3 019 habitants. Le temple est reconstruit.
Albin Clauzel, maire de Gluiras, est député de l'Ardèche de 1886 à 1893. Quatre écoles sont construites au village et dans les hameaux de Plos, la Fargatte et Mours.
À la fin du XIXe siècle, la maladie de l'encre et le phylloxéra frappent l'agriculture, la population n'est plus que de 2 243 habitants en 1911.
La guerre de 1914-1918 fait 96 morts.
En 1921, il n'y a plus que 1 863 habitants et l'exode rural s'accélère. Les jeunes partent en ville, attirés par l'industrialisation ou le secteur tertiaire.
En 1924, Beauvène prend son indépendance.
Le 18 juin 1944, les FFI libèrent la commune. 35 jeunes de ses jeunes avaient rejoint le maquis. Le village est bombardé le 17 et le 18 juillet faisant des dégâts aux bâtiments (maisons, église et temple).
En 1954, Gluiras ne compte plus que 850 habitants. La commune a perdu 75 % de sa population en un siècle.
Depuis 1977, la municipalité favorise l'immobilier (logements locatifs, résidences secondaires).

## Politique et administration

### Administration municipale
En 2010, la commune de Gluiras a été récompensée par le label « Ville Internet @@@@ ».
Le conseil municipal, réuni le 27 mai 2020 à la suite des élections municipales, est composé de onze membres,.
En 2013, Alain Risson, ancien maire de Gluiras, a été condamné à 15 000 € d'amende pour infraction au code des marchés publics.

### Liste des maires
| Période                                  | Période                       | Identité               | Étiquette | Qualité                    |
| ---------------------------------------- | ----------------------------- | ---------------------- | --------- | -------------------------- |
| Les données manquantes sont à compléter. |                               |                        |           |                            |
| mars 1977                                | mars 2008                     | Alain Risson           | PCF       |                            |
| mars 2008                                | mars 2014                     | Elisabeth Le Bournault | PCF       |                            |
| mars 2014                                | 27 mai 2020                   | Marc Tauleigne         | SE        | Retraité de l'enseignement |
| 27 mai 2020                              | En cours (au 19 février 2021) | Ali-Patrick Louahala   | SE        |                            |

## Population et société

### Démographie

#### Évolution démographique
L'évolution du nombre d'habitants est connue à travers les recensements de la population effectués dans la commune depuis 1793. Pour les communes de moins de 10 000 habitants, une enquête de recensement portant sur toute la population est réalisée tous les cinq ans, les populations de référence des années intermédiaires étant quant à elles estimées par interpolation ou extrapolation. Pour la commune, le premier recensement exhaustif entrant dans le cadre du nouveau dispositif a été réalisé en 2008.

En 2022, la commune comptait 368 habitants, en évolution de −0,81 % par rapport à 2016 (Ardèche : +2,48 %, France hors Mayotte : +2,11 %).
| 1793  | 1800  | 1806  | 1821  | 1831  | 1836  | 1841  | 1846  | 1851  |
| ----- | ----- | ----- | ----- | ----- | ----- | ----- | ----- | ----- |
| 2 409 | 2 074 | 2 599 | 2 583 | 3 011 | 3 019 | 2 834 | 2 927 | 2 764 |

| 1856  | 1861  | 1866  | 1872  | 1876  | 1881  | 1886  | 1891  | 1896  |
| ----- | ----- | ----- | ----- | ----- | ----- | ----- | ----- | ----- |
| 2 867 | 2 887 | 2 673 | 2 875 | 2 857 | 2 750 | 2 757 | 2 834 | 2 665 |

| 1901  | 1906  | 1911  | 1921  | 1926  | 1931  | 1936  | 1946 | 1954 |
| ----- | ----- | ----- | ----- | ----- | ----- | ----- | ---- | ---- |
| 2 571 | 2 515 | 2 243 | 1 863 | 1 142 | 1 080 | 1 081 | 906  | 819  |

| 1962 | 1968 | 1975 | 1982 | 1990 | 1999 | 2006 | 2008 | 2013 |
| ---- | ---- | ---- | ---- | ---- | ---- | ---- | ---- | ---- |
| 713  | 591  | 452  | 398  | 380  | 349  | 383  | 393  | 386  |

| 2018 | 2022 | - | - | - | - | - | - | - |
| ---- | ---- | - | - | - | - | - | - | - |
| 368  | 368  | - | - | - | - | - | - | - |

#### Pyramide des âges
En 2021, le taux de personnes d'un âge inférieur à 30 ans s'élève à 22,4 %, soit en dessous de la moyenne départementale (29,7 %). À l'inverse, le taux de personnes d'âge supérieur à 60 ans est de 45,8 % la même année, alors qu'il est de 32,8 % au niveau départemental.
En 2021, la commune comptait 195 hommes pour 175 femmes, soit un taux de 52,70 % d'hommes, légèrement supérieur au taux départemental (48,78 %).
Les pyramides des âges de la commune et du département s'établissent comme suit :
| Hommes | Classe d’âge | Femmes |
| ------ | ------------ | ------ |
| 1,0    | 90 ou +      | 0,0    |
| 13,2   | 75-89 ans    | 15,9   |
| 28,0   | 60-74 ans    | 34,1   |
| 19,2   | 45-59 ans    | 18,4   |
| 13,8   | 30-44 ans    | 11,8   |
| 12,5   | 15-29 ans    | 7,2    |
| 12,3   | 0-14 ans     | 12,6   |

| Hommes | Classe d’âge | Femmes |
| ------ | ------------ | ------ |
| 1      | 90 ou +      | 2,5    |
| 9      | 75-89 ans    | 11,4   |
| 20,8   | 60-74 ans    | 21,1   |
| 21,2   | 45-59 ans    | 20,3   |
| 16,9   | 30-44 ans    | 16,5   |
| 14,2   | 15-29 ans    | 12,6   |
| 17     | 0-14 ans     | 15,6   |

### Enseignement
La commune est rattachée à l'académie de Grenoble.

### Médias
Deux organes de presse écrite de niveau régional sont distribués dans la commune :
- L'Hebdo de l'Ardèche

Il s'agit d'un journal hebdomadaire français basé à Valence et diffusé à Privas depuis 1999. Il couvre l'actualité pour tout le département de l'Ardèche.
- Le Dauphiné libéré

Il s'agit d'un journal quotidien de la presse écrite française régionale distribué dans la plupart des départements de l'ancienne région Rhône-Alpes, notamment l'Ardèche. La commune est située dans la zone d'édition du Centre-Ardèche (Privas).

### Cultes
L'église (propriété de la commune) et la communauté catholique de Gluiras sont rattachées à la paroisse catholique de « Sacré Cœur en Val d’Eyrieux », elle même rattachée au diocèse de Viviers.

## Économie
- Culture et production animale, chasse et services annexes à Gluiras (15)
- Activités immobilières à Gluiras (7)
- Activités créatives, artistiques et de spectacle à Gluiras (3)
- Travaux de construction spécialisés à Gluiras (2)
- Hébergement à Gluiras (1)
- Activités sportives, récréatives et de loisirs à Gluiras (1) : accrobranche.
- Sylviculture et exploitation forestière à Gluiras (1)
- Enseignement à Gluiras (1)
- Activités auxiliaires de services financiers et d'assurance à Gluiras (1)
- Commerce de détail, à l'exception des automobiles et des motocycles à Gluiras (1)

## Culture locale et patrimoine

### Lieux et monuments
- L'église Saint-Apollinaire de Gluiras
- Temple protestant de Gluiras
- Le vieux lavoir
- L'ancienne route caladée dite « romaine » offre une belle vue sur la vallée de l'Eyrieux et le village perché de Chalencon.
- Les gorges de la Glueyre.
- Le plage de Fontugne, un espace de baignade très apprécié l'été.
- La route des Dragonnades.

### Personnalités liées à la commune
- Louis Ferdinand Baillard de Beaurevoir (1747-1801), général des armées de la République, né dans la commune et décédé à Paris.
- Marie Just Antoine de La Rivoire de La Tourrette (1751-1819), marquis.
- Jean-Marie Clauzel (1842-1893), député de l'Ardèche.
- Famille Rioufol

### Héraldique
|  | Gluiras possède des armoiries dont l'origine et le blasonnement exact ne sont pas disponibles. |